# Geir Karlsen
Geir Sigurd Karlsen (Skien, 18 settembre 1948 – Skien, 26 luglio 2024) è stato un calciatore norvegese, di ruolo portiere.

## Carriera

### Giocatore

#### Club
Cresciuto nelle giovanili dello Skidar, Karlsen passò poi all'Odd. Nel 1970 passò al Rosenborg dove disputò il primo incontro con questa maglia in data 26 aprile 1970, nella vittoria per 0-2 in casa del Pors. Nel 1971, assieme ai suoi compagni, centrò il double: il Rosenborg vinse sia il campionato che la coppa. Giocò 86 incontri per la squadra, di cui 73 in campionato, 3 nella coppa nazionale e 7 in quelle europee. Nel 1973, passò agli scozzesi del Dunfermline Athletic, per fare ritorno in patria nel 1975, quando fu ingaggiato dal Vålerengen. Tornò poi all'Odd, dove rimase fino al 1983.

#### Nazionale
Collezionò 32 presenze per la Norvegia. Esordì il 13 novembre 1969 nella vittoria per 1-3 contro il Guatemala.

### Allenatore
Nel 1984 fu chiamato ad allenare l'Odd.

## Palmarès

### Club

#### Competizioni nazionali
- Campionato norvegese: 1

Rosenborg: 1971
- Coppa di Norvegia: 1

Rosenborg: 1971